# Довганич Михайло Микитович
Михайло Микитович Довганич (18 липня 1945 с. Велика Тур'я, Долинського району Івано-Франківської області)— хоровий диригент, композитор, педагог, музично-громадський діяч.
Заслужений працівник культури України (2007 р.), Заслужений діяч культури Югри Ханти-Мансійського автономного округу (2010 р.), почесний працівник вищої професійної освіти Російської федерації (2005 р.), доцент (1999 р.).

## Біографія

### Ранні роки
Творчий шлях композитора розпочався в рідному селі Велика Тур'я, що на Івано — Франківщині. Дзвінкий дискант хлопчика чарував односельчан, а згодом і мешканців обласного центру. Закоханість у народну пісню, поетичне сприйняття навколишнього світу, багата творча фантазія сприяли вибору професії музиканта.

### Освіта
На Буковині панувала пісенна стихія, яка захопила Михайла Довганича і не маючи початкової музичної освіти, він наполегливо вивчав теоретичні та хорові дисципліни, опановував гру на фортепіано.
Михайло Микитович навчався на диригентському відділі Чернівецького музичного училища (нині Чернівецький обласний коледж мистецтв ім. С.Воробкевича) (1962—1966рр). Згодом навчався в столичній консерваторії, де поглиблювалися творчі уподобання молодого музиканта, формувались його естетичні критерії.
Закінчив Київську державну консерваторію (нині –Національна музична академія України імені П. І. Чайковського) по класу диригування у доцента Володимира Чуби, хоровому співу навчався у Павла Муравського(1966—1971 рр.). Закінчив курси підвищення кваліфікації в Московському камерному хорі під керівництвом Володимира Мініна (1986о.).

### Творча діяльність
Михайло Довганич викладає в Рівненському державному музичному училищі по класу диригування й хорових дисциплін, керує студентським хором Рівненського музичного училища, педагогічного інституту, інституту культури, де формується виконавський досвід диригента. Також стає Лауреатом конкурсу навчальних хорових колективів України у 1974 р.
Потреба в самовираженні привела Михайла Довганича на професійну сцену в Заслужений Буковинський ансамбль пісні і танцю. Протягом 10 років Михайло Микитович брав участь в підготовці хорових програм до фестивалів музичного мистецтва «Київська весна», «Золота осінь», «Білі ночі», «Російська зима». Диригентом—хормейстером Михайло Довганич виступав з гастрольними концертами в усіх республіках колишнього Радянського Союзу.
Диригент-хормейстер Буковинського ансамблю пісні і танцю в Чернівцях (1979—1989). Керівник камерного хору Югри Ханти-Мансійського автономного округу (1995—2002 р.)
Від 1995 р. Михайло Довганич — доцент диригентсько-хорового циклу на музично-педагогічному факультеті Югорського державного університету (до 2010 р.), де керує студентськими хорами ЮДУ академічного спрямування.

## Музична творчість
Відсутність нотної літератури з югорською тематикою змусила диригента і композитора звернутись до місцевих поетів, членів Спілки письменників Росії Дмитра Мизгуліна та Андрія Тарханова. Так, в 2002 р. з'являється збірка хорових обробок українських та російських народних пісень та хорових творів поетів Югри.
Формування хорової школи Югри — заслуга Михайла Довганича: композитор озвучив вірші духовного спрямування, оспівав сувору красу природи західного Сибіру. Авторський концерт Михайла Довганича присвячений 80-літньому ювілею Ханти –Мансійського автономного округу і вибудований з творів місцевих авторів. Хорова капела «Светилен» з Сургуту під керівництвом Заслуженого діяча культури ХМАО Олени Пахнюк співпрацювала з композитором тривалий час.
Михайло Довганич — Лауреат окружного композиторського конкурсу на кращу пісню про столицю Югри — Ханти-Мансійськ.

### Творчий доробок
У творчому доробку композитора твори для мішаного хору без супроводу — «Тануть сніги» вірші Олександра Олеся; «Ніч на підгір'ї», «Червона калина» на вірші Івана Франка; на вірші Лесі Українки: «Горить моє серце», «Хотіла б я піснею стати», «Без надії сподіваюсь!», «Тиха ніч», «Сосна», «То була тиха ніч», «Спогад», «Ой не зникли золотії терни», «Зоряне небо», «В холодну ніч», «Еолова арфа», «Колискова», «Дивлюсь я на яснії зорі»; для чоловічого хору a cappella — на вірші Лесі Українки: «Гей піду я в ті зелені гори» для солістки та чоловічого хору; для жіночого хору без супроводу: «Ой у вишневому саду», «Налетіли гуси», «Ой ти зіронько вечірня»; для дитячого хору a cappella — на вірші Лесі Українки: «Калина», «На зеленому горбочку», «Сонечко встало», «Плине білий човник», «Веснянка». Опрацювання українських народних пісень — для мішаного хору без супроводу: «Ой чий то кінь стоїть», «Туман, туман долинами», «Ой поленько, поле», «Краєм, Дунаєм».

### Музична Шевченкіана
«Чого мені тяжко» (на тексти поезії «Чого мені тяжко, чого мені нудно…») для мішаного хору без супроводу.- В збірнику нот: Тарас Шевченко. Пісенний «Кобзар». Хорова Шевченкіана. Зібрання «Дивлюся, аж світає» (уривок з поеми «Сон»- «У всякого своя доля»…") для мішаного хору без супроводу. Рукопис; «Думи мої» (Думи мої думи мої", лихо мені з вами!") Мелодія К.Борисюка. Опрацювання української народної пісні для соліста бас, мішаного хору без супроводу; «Тече вода з-під явора» (на тексти однойменної поезії) для жіночого хору або вокального ансамблю без супроводу. Рукопис.
Твори- Присвяти Тарасові Шевченку: «Гей, браття, милі» (вірші Лесі Українки) для народного хору або фольклорного гурту без супроводу: Рукопис; «На роковини Тараса Шевченка (Брати мої, брати мої, любіть Україну…», вірші Лесі Українки): Дочка народу — батькові нації. Для чоловічого та мішаного хору, баритона соло в супроводі оркестру народних інструментів.

### Музичні збірки
«Грай моя пісне». Хорові твори на вірші Лесі Українки (1999 р.); «Хорові твори на вірші українських поетів-класиків» (2001 р.); "Хоры без сопровождения Ханты-Мансийск (2001 р.); «Хоровые произведения на стихи поэтов Югры» Ханты-Мансийск (2009 р.); «Хорові обробки народних пісень» Ханти — Мансійськ (2010 р.).; "Збірник хорових творів на вірші мансійського поета А. С. Тарханова (2004 р.); "Вибрані хорові твори на вірші поетів Югри і України (2012 р.); «Хорові твори на вірші Лесі Українки» (2014 р.).

## Нагороди
1. Заслужений працівник культури України (2007 р.)
2. Заслужений діяч культури Югри Ханти-Мансійського автономного округу (2010 р.)
3. Почесний працівник вищої професійної освіти Російської федерації (2005 р.)
4. Доцент (1999 р.)